# إد وود (فلم)
إد وود (بالإنجليزية: Ed Wood) هو فيلم سيرة ذاتية / كوميديا سوداء تم إنتاجه في الولايات المتحدة وصدر في سنة 1994. الفيلم من إخراج تيم برتون وهو من بطولة جوني ديب بدور المخرج إد وود. يتكلم الفيلم عن فترة في حياة وود عندما قدم أشهر أفلامه وكذلك علاقته مع الممثل بيلا لوغوسي، الذي لعب دوره مارتن لانداو. كما مثل في الفيلم أيضا سارة جيسيكا باركر، باتريشيا أركيت، جيفري جونز، ليزا ماري، وبيل موراي.
تم وضع أساس الفيلم عن طريق الكاتبين سكوت ألكسندر ولاري كاراشيفسكي عندما كانا طالبين في كلية الفنون السينمائية في جامعة كاليفورنيا الجنوبية. وكانا منزعجين وضعهم داخل أفلام الأسرة فقط في أعمال مثل طفل المشاكل، وعقد الاثنان صفقة مع بيرتون ودينيس دي نوفي لإنتاج هذا الفيلم، وجعل مايكل ليمان مخرجا. تخلى ليمان عن موقعه بسبب تضارب المواعيد مع فيلم إيرهيدز، وحل برتون مكانه.
تم تكوين الفيلم لتنتجه كولومبيا بيكتشرز، لكن تم تحويل الإنتاج بعد قرار بيرتون بالتصوير في بالأبيض والأسود. تم أخذ المشروع إلى استوديوهات والت ديزني، وأصدر تحت علامة شركة توتشستون. تلقى الفيلم اشادة واسعة من النقاد، لكنه شكل خيبة أمل على شباك التذاكر، فكسب 5,900,000 دولار فقط مقابل ميزانية 18 مليون دولار. وفاز بجائزتي أكاديمية: أفضل ممثل مساعد لمارتن لانداو وأفضل ماكياج لريك بيكر (الذي صمم المكياج الاصطناعي للانداو)، وفي نيل ويولاندا توسينغ.

## بطولة
- جوني ديب
- مارتن لانداو
- سارة جيسيكا باركر
- باتريشيا أركيت
- بيل موري

## الميزانية والإيرادات
بلغت تكلفة إنتاج الفيلم حوالي 18 مليون دولار بينما حقق أرباحا تقدر بـ 5,887,457 دولار.

### ترشيحات وجوائز
| السنة | الحدث  | الفئة               | النتيجة  |
| ----- | ------ | ------------------- | -------- |
|       | أوسكار | أفضل مستحضرات تجميل | فـــــوز |

## وصلات خارجية
- مقالات تستعمل روابط فنية بلا صلة مع ويكي بيانات